# آر. إي. روبرتسون
آر. إي. روبرتسون (بالإنجليزية: R. E. Robertson)‏ هو محامي وسياسي أمريكي، ولد في 18 أكتوبر 1885 في سيوكس سيتي في الولايات المتحدة، وتوفي في 28 فبراير 1961 في سياتل في الولايات المتحدة. حزبياً، نشط في الحزب الجمهوري.